# 哈洛德·貝恩斯
哈洛德·道格拉斯·貝恩斯（英語：Harold Douglas Baines，1959年3月15日—），為美國職棒大聯盟的右外野手與指定打擊，生涯曾效力過白襪、遊騎兵、運動家、金鶯與印地安人等隊。貝恩斯在退休後在白襪隊擔任12年的教練，之後轉任成為春訓指導員。
貝恩斯生涯入選6次明星賽，他在1990年以前都保有白襪隊史全壘打王的頭銜，還敲出美聯第七高的13支滿貫砲。在指定打擊方面，他生涯1643分打點一直到2014年才被大衛·歐提茲超越、236轟在2004年被埃德加·馬丁尼茲超越、1688支安打在2013年被歐提茲超越。2019年，他透過今日年代委員會的推薦，成功入選名人堂。

## 職業生涯

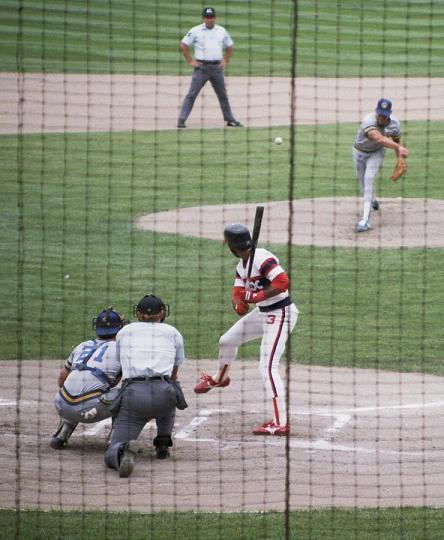
貝恩斯效仿名人堂選手密爾·歐特右腳抬高的打擊姿勢

1977年大聯盟選秀，貝恩斯以狀元之姿加盟白襪。他在1980年的開幕戰完成大聯盟初登場，1982年，他敲出25轟與105分打點。1984年5月8日，白襪和釀酒人進行一場長達8小時又6分鐘的25局大戰，也是大聯盟史上最久的比賽。最後貝恩斯敲出再見全壘打，而那支球棒至今仍保存在名人堂博物館內。
1986年，長年的膝蓋傷勢讓他不得不放棄守備，改練指定打擊。儘管如此，他的長打威力依舊存在，他在1988年還擊出166支安打。他在1985年打回113分打點，1999年打回103分打點，中間間隔14年也寫下大聯盟紀錄。

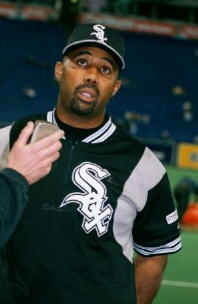
2001年的貝恩斯

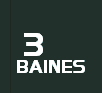
1989年，白襪隊將貝恩斯的3號球衣退休。

1989年球季中，遊騎兵交易來貝恩斯和Fred Manrique，並送走薩米·索薩、Wilson Álvarez和Scott Fletcher。交易案發生後，白襪隨即將貝恩斯的3號球衣退休，他也成為少數在現役期間背號就被退休的球員。不過貝恩斯回到白襪隊後，他仍可繼續使用3號球衣。
1990年，遊騎兵將貝恩斯送往運動家，換來Scott Chiamparino和Joe Bitker。雖然運動家成功晉級世界大賽，但最後被紅人橫掃出局。1992年，他再度將球隊打進美聯冠軍賽，不過輸給了藍鳥。
1993年，運動家將貝恩斯交易到金鶯，換來Bobby Chouinard和Allen Plaster。他在金鶯的第一年繳出3成13的打擊率，雖然後面兩年打擊率些微下滑，但都有3成左右的水準。1996年，他重回白襪隊，並在隔年季中又回到金鶯。雖然他成功幫助球隊打進季後賽，但仍在美聯冠軍賽止步。
1999年，貝恩斯入選最後一次的明星賽。季中他被交易到印地安人，結果隔年又回到金鶯。2000年7月29日，金鶯將貝恩斯和Charles Johnson交易到白襪，換來Miguel Felix、Juan Figueroa、Brook Fordyce和Jason Lakman。
2001年球季結束後，貝恩斯沒再和白襪續約，結束了22年的職棒生涯。
2004年3月，貝恩斯轉任成為板凳教練。在總教練Ozzie Guillén被禁賽期間，貝恩斯曾短暫執教四場比賽。2005年，白襪隊順利拿下世界大賽冠軍，這也是貝恩斯的第一座冠軍。

## 生涯打擊成績
| 出賽次數 | 打席  | 打數 | 得分 | 安打 | 二安 | 三安 | 全壘打 | 打點 | 盜壘 | 保送 | 三振 | 打擊率 | 上壘率 | 長打率 | OPS  |
| -------- | ----- | ---- | ---- | ---- | ---- | ---- | ------ | ---- | ---- | ---- | ---- | ------ | ------ | ------ | ---- |
| 2830     | 11092 | 9908 | 1299 | 2866 | 488  | 49   | 384    | 1628 | 34   | 1062 | 1441 | .289   | .356   | .465   | .820 |

## 榮譽
2008年7月20日，白襪隊在主場附近建立一座貝恩斯的銅像。2009年8月，他成功入選金鶯隊名人堂，為隊史第46人。

### 名人堂票選
貝恩斯從2007年開始具備名人堂票選資格，然而他的得票率從來沒高於6.1%。2011年，貝恩斯只獲得4.8%的得票率，因此被名人堂剔除票選資格。
2018年12月9日，貝恩斯和李·史密斯透過今日賽事委員會的引薦，一同入選名人堂。

## 個人生活
貝恩斯的家鄉將1月9日訂為貝恩斯日，以紀念這名出色的棒球選手。另外他也創設獎學金基金會，頒給優秀的大學畢業生。
貝恩斯目前育有四名子女，其中兒子小哈洛德在NCAA三級體育學院就讀。

## 外部連結
- 球員資訊和成績在MLB ，ESPN ，Retrosheet ，Baseball Reference ，Baseball Reference (Minors) ，Fangraphs （英文）
- 哈洛德·貝恩斯在台灣棒球維基館上的頁面（繁體中文）

| 前任： Floyd Bannister | 大聯盟選秀狀元 1977年 | 繼任： Bob Horner |